# Philippe Kieffer
Pour les articles homonymes, voir Kieffer.
Philippe Kieffer, né le 24 octobre 1899 à Port-au-Prince (Haïti) et mort le 20 novembre 1962 à Cormeilles-en-Parisis, est un officier de marine français nommé compagnon de la Libération. Durant la Seconde Guerre mondiale, il est à la tête des commandos Kieffer, un groupe de 177 fusiliers marins français qui participe au débarquement de Normandie.
Issu d'une famille d'origine alsacienne installée en Haïti, Philippe Kieffer effectue ses études dans un collège jésuite de Jersey avant d'entamer une carrière de banquier sur son île natale. Engagé volontaire dans l'armée française dès le déclenchement de la Seconde guerre mondiale, il sert comme interprète militaire à Dunkerque puis Cherbourg. Après l'invasion allemande, il rejoint Londres avec les Français libre. D'abord officier de liaison des Forces navales françaises libres, il participe à la fondation du 1er bataillon de fusiliers marins commandos.
Le 6 juin 1944, Philippe Kieffer et ses hommes, intégrés au No. 4 Commando de l'armée de terre britannique, débarquent à Sword Beach et se distinguent par plusieurs faits d'armes, en particulier la prise du casino de Ouistreham. Après la guerre, Philippe Kieffer se mobilise pour la pérennisation de ses commandos et leur intégration à la Marine nationale. Membre de l'Assemblée consultative provisoire en 1945, il s'engage en politique : élu conseiller général du canton d'Isigny-sur-Mer et conseiller municipal de Grandcamp-les-Bains, il démissionne de ses mandats à la suite de son échec lors des élections législatives de 1946.
Démobilisé le 6 octobre 1946, Philippe Kieffer travaille à la mission berlinoise de l'Agence interalliée des réparations avant d'intégrer la division administrative de l'OTAN. L'aventure de ses commandos pendant le débarquement en Normandie gagne une renommée internationale avec le succès du film Le Jour le plus long, sorti en 1962. Il meurt quelques semaines après la sortie de ce long-métrage, des suites d'un accident vasculaire cérébral.
Un commando marine créé en 2008 et spécialisé dans les nouvelles technologies porte son nom, de même qu'un centre de préparation militaire marine basée en Île-de-France et que le lycée d'enseignement général de Cormeilles-en-Parisis.

## Biographie

### Naissance et origines familiales
Marie-Joseph-Charles-Philippe Kieffer, couramment appelé Philippe comme son père, naît le 24 octobre 1899 à Port-au-Prince, en Haïti, à 5 h 35 du matin. Il est le deuxième enfant de Philippe Kieffer et de Marie Cécilia Cooke, mariés dans la même ville trois années plus tôt, le 26 octobre 1896. Trois autres enfants naissent de cette union : l'aîné, Marcel, en 1897, puis Marie-Thérèse en 1902 et Jeanne en 1904.
Sa famille paternelle est d'origine alsacienne : Philippe Kieffer père naît le 8 mai 1866 à Otterswiller, un village situé à deux kilomètres de Saverne dans le département du Bas-Rhin, où son père Aloïse exerce la profession de journalier. Farouchement catholique, la famille Kieffer est établie depuis plusieurs générations dans ce village ou dans celui voisin de Jetterswiller. L'arbre généalogique des Kieffer fait apparaître une ascendance modeste de maçons, manouvriers, cordonniers ou cantonniers. Tout comme sa femme Marie-Anne Hitzel, Aloïse Kieffer ne sait pas écrire. Après l'annexion de l'Alsace-Lorraine par l'Empire allemand en 1871, une clause du traité de Francfort permet à ceux qui le veulent de conserver la nationalité française à condition de quitter la région avant le 1er octobre 1872. Deux semaines avant l'échéance prévue, le 17 septembre, Aloïse Kieffer se rend à Lunéville afin de signer une déclaration d'option pour lui et ses cinq enfants. Toutefois, ils ne peuvent s'y établir : comme de nombreux Alsaciens ayant fait le choix de la France, ils ne disposent pas de moyens financiers suffisants pour tout quitter. Leur option est annulée et Philippe Kieffer père est alors confié à une congrégation religieuse qui l'envoie en Jamaïque. Les recherches menées par les historiens ne permettent pas de dater précisément cet événement qui intervient probablement entre 1878 et 1880, année du décès d'Aloïse Kieffer.
Entré au séminaire, Philippe Kieffer père renonce finalement à la carrière ecclésiastique et s'établit comme professeur de mathématiques. En 1892, il s'installe à Port-au-Prince, la capitale haïtienne, où il rencontre sa future épouse Marie Cécilia Cooke, née dans la même ville le 19 février 1869, une commerçante issue d'une famille canadienne venue s'établir en Haïti pour y cultiver la canne à sucre. Après avoir tenté vainement d'ouvrir une école, Philippe Kieffer père travaille comme employé de la Banque nationale d'Haïti.

### Enfance et formation
Comme son frère Marcel, Philippe Kieffer fils effectue sa scolarité primaire au Petit Séminaire Collège Saint-Martial de Port-au-Prince, un établissement catholique tenu par les pères du Saint-Esprit. Il y obtient de brillants résultats.
En 1900, leur père s'établit comme négociant et s'associe à l'entreprise de sa femme qui vend des vins en gros et au détail. L'affaire prospère et, en décembre 1910, elle s'installe dans de nouveaux locaux où s'ajoute une épicerie qui vend aussi bien des produits alimentaires que des articles de mode. La famille Kieffer jouit alors d'une certaine aisance financière et devient l'un des principaux créanciers du gouvernement haïtien. Vice-président de la Société française de secours mutuel et de bienfaisance, fondateur et trésorier de la chambre de commerce française en Haïti, Philippe Kieffer père est un personnage important de la communauté européenne sur l'île et entretient des liens d'amitié avec plusieurs hommes d'État haïtiens.
Soucieux de donner une bonne éducation à ses fils et de les préserver des violents troubles qui agitent l'île au début des années 1910, il les inscrit au collège jésuite Notre-Dame-de-Bon-Secours de Jersey, un établissement réputé qui accueille principalement des enfants de familles aristocratiques farouchement opposées à la laïcisation de l'enseignement en France, issues de milieux conservateurs voire réactionnaires. Le coût de la pension représente alors environ un mois de salaire moyen en France à cette époque, soit 1 000 francs par an et par enfant. Philippe Kieffer fils y fait sa rentrée en classe de septième en octobre 1910. L'éducation y est fondée sur l'instruction religieuse, une discipline stricte et la pratique du sport. Aucun livre n'y est admis sans autorisation, les correspondances sont contrôlées par le révérend-père et les élèves doivent faire connaître chaque semaine leurs notes et leur place à leurs parents. L'éloignement de l'île rend impossible le retour en Haïti pour Philippe et Marcel qui passent leurs vacances à Jersey, à l'exception des vacances d'été.
Passionné par les langues, les sciences humaines, le sport et la religion, Philippe Kieffer est un élève relativement brillant : il obtient chaque année de nombreux accessits, et notamment le second prix d'histoire-géographie en classe de sixième (1911-1912) ou le prix de composition anglaise en classe d'humanités lors de sa dernière année au sein de l'établissement. Au mois de juillet 1916, il rentre en Haïti.
Contrairement à son frère, engagé dès la fin de ses études en mai 1915 et qui combat sur plusieurs fronts pendant la Première Guerre mondiale, Philippe Kieffer n'effectue aucun service militaire. En 1915, il est rattaché au bureau de recrutement de Bordeaux sous le matricule 4883 de la classe 1919, puis appelé à l'activité le 20 juin 1918 au 57e régiment d'infanterie. Ne pouvant être rapatrié en France en raison des hostilités, il manque alors à l'appel et se voit enregistré comme insoumis le 16 novembre suivant. C'est lors de son passage en conseil de révision que sa situation est régularisée, et Philippe Kieffer est rayé de l'insoumission le 24 mars 1920. Dispensé de service actif, il est néanmoins affecté dans la réserve à la 18e section d'infirmiers militaires du 29 janvier 1929 au 20 septembre 1932.

### Carrière de banquier en Haïti
Entre-temps, Philippe Kieffer poursuit ses études, étant titulaire d'un baccalauréat ès lettres puis d'un diplôme de premier cycle universitaire d'études bancaires et commerciales, obtenu par correspondance auprès de l'établissement chicagolais La Salle Extension University (en). Toujours étudiant en 1919, il est employé un an par la Panama Railroad Steamship Line, la compagnie qui gère le chemin de fer transcontinental de l'isthme de Panama. Désireux d'embrasser comme son frère la carrière de banquier, il travaille à partir de 1920 comme agent de change pour la American Foreign Banking Corporation, qui ferme cependant sa succursale de Port-au-Prince en mars 1921. Philippe Kieffer intègre alors la National City Bank of New York où il connaît une ascension rapide : dès 1922, il est nommé inspecteur-chef de ses succursales sud-américaines et antillaises. Ses nombreux voyages sur le continent lui permettent de tisser un important réseau de relations, et Philippe Kieffer reçoit notamment la plus haute distinction vénézuelienne, étant élevé au rang d'officier de l'ordre du Libérateur.
Passionné de sport, Philippe Kieffer pratique de nombreuses activités physiques, parmi lesquelles la natation, l'escrime, l'équitation, le golf, le tennis et le rugby, mais il évolue également comme gardien de but de l'équipe d'Haïti de football en 1925-1926. Le 21 octobre 1921, il épouse Anita Marguerite Scott, une jeune Haïtienne né d'un père britannique et d'une mère française, à la mairie de Port-au-Prince. Le couple donne naissance à deux enfants : un fils, Claude, le 7 septembre 1923, et une fille, Maël, le 28 juin 1925.
Fondé de pouvoir de la National City Bank of New York, il devient l'un des directeurs adjoints de la Banque nationale de la république d'Haïti en avril 1928, une nomination inédite dans la mesure où ce sont habituellement des Américains qui accèdent à des postes clés au sein de l'établissement. Il occupe également d'autres fonctions dans la société haïtienne, officiant pendant sept ans comme conseiller honorifique du commerce extérieur auprès de la légation de France et en devenant secrétaire de la chambre de commerce française de Port-au-Prince que son père, décédé en novembre 1924, avait fondée.
Au début des années 1930, les relations entre Philippe Kieffer et sa femme se dégradent et la famille décide de s'installer à Paris où les enfants pourront recevoir une meilleure instruction. Ils arrivent en France en août 1933 et emménagent dans un appartement situé au no 21, rue de la Pompe, dans le 16e arrondissement. Tandis que Claude, l'aîné, est placé chez les jésuites, Maël, la cadette, entre au pensionnat. Ne parvenant pas à retrouver une aussi bonne situation professionnelle qu'en Haïti, et convaincu de l'échec de son mariage, Philippe Kieffer rentre seul à Port-au-Prince dans le courant de l'année 1934 et retrouve son poste à la Banque nationale.

### La Seconde Guerre mondiale

#### Engagement volontaire
Au début de l'année 1939, Philippe Kieffer choisit de revenir en France pour y refaire sa vie et retrouver ses enfants, sans pour autant partager la vie d'Anita qui est encore officiellement son épouse. Embarqué le 7 mars sur le steamer Saint-Domingue, de la Compagnie générale transatlantique, il arrive au Havre le 29 mars. Le divorce est finalement prononcé le 22 février 1940 au profit d'Anita qui obtient la garde des deux enfants. Sans emploi, Philippe Kieffer multiplie les adresses au cours de l'année 1939 : à son arrivée dans la capitale, il loge ainsi au 10, rue Kepler avant de s'installer en mai au 24, rue Félicien-David puis en septembre à Bordeaux au 53, quai des Chartrons,.
Le parcours de Philippe Kieffer durant les premiers mois de la Seconde Guerre mondiale est difficile à établir dans la mesure où ses états de service ont été détruits face à l'avancée allemande en juin 1940, comme toutes les archives matriculaires de la 1re région militaire. L'historien Benjamin Massieu, qui lui consacre une biographie, en retrace cependant les principaux éléments à partir de différents témoignages. Réserviste de l'armée de terre depuis 1929, Philippe Kieffer se présente le 3 septembre 1939, le jour même de la déclaration de guerre de la France contre l'Allemagne, au bureau de recrutement de Bordeaux qui le classe sans affectation. Il s'appuie cependant sur une disposition réglementaire pour accéder au grade de sous-lieutenant interprète militaire et se voit reversé à la Marine le 2 octobre et immatriculé au bureau maritime de Toulon. Le 10 octobre, il est affecté comme matelot de 2e classe à l'état-major des forces maritimes du Nord à Dunkerque. Le 19 janvier 1940, il obtient son certificat d'interprète en anglais, une langue qu'il parle couramment mais dont il ne maîtrise pas tous les termes techniques, avec une note de 13,5/20. Le 1er avril, Philippe Kieffer est promu quartier-maître de 2e classe et sert comme secrétaire interprète à l'état-major de l'amiral Abrial, toujours à Dunkerque. Le 6 mai 1940, il est affecté à la préfecture maritime de Cherbourg.
Philippe Kieffer ne participe donc pas aux combats qui suivent le déclenchement de l'offensive allemande le 10 mai, mais il assiste à l'arrivée massive de réfugiés en provenance des régions envahies. Le 17 juin, alors que les troupes allemandes pénètrent dans le département de la Manche, il choisit de rejoindre l'Angleterre et embarque avec le personnel de la préfecture maritime à bord du chalutier Tonneau. Le navire rejoint le port de Southampton dans la nuit du 18 au 19 juin. D'abord logé dans une école ou un hôtel de la ville, il est conduit avec d'autres réfugiés français au camp d'Aintree dans le Lancashire entre le 22 et le 26 juin.

#### Avec les Français libres en Angleterre
Dans les jours qui suivent, désireux de poursuivre la lutte contre l'Allemagne, Philippe Kieffer répond à l'appel du général de Gaulle et se rend à l'Olympia Hall pour s'engager dès le 1er juillet dans les Forces navales françaises libres commandées par l'amiral Muselier sous le matricule 113 FN 40. Il est d'abord employé comme officier de liaison avec les autorités anglaises et le général de Gaulle le nomme officier de réserve interprète et du chiffre (ORIC) de 3e classe.
En Angleterre, Philippe Kieffer retrouve Louisa Amélia Winter, une jeune femme qui travaille alors à la Défense civile de Londres et qu'il avait rencontrée quelques mois plus tôt à Paris. Leur mariage est célébré le 19 août 1940 à Hendon, dans la plus stricte intimité. Le couple s'installe dans un pavillon d'un quartier résidentiel du nord-ouest de Londres, au 23 Woodcroft Avenue. Une fille prénommée Marie-Louise naît de leur union le 20 avril 1941. Le lendemain, Philippe Kieffer prend ses nouvelles fonctions sur le cuirassé Courbet, stationné à Portsmouth et chargé d'assurer la défense antiaérienne de la ville pendant la bataille d'Angleterre. En plus de ses fonctions de liaison entre les autorités britanniques et les FNFL, il est nommé professeur d'anglais à la nouvelle École navale française libre, installée à bord du Courbet, à compter du 15 octobre. Il dispense ses cours deux fois par semaine, le lundi et le mercredi.
Dans ses différentes missions, Philippe Kieffer donne entièrement satisfaction à ses supérieurs. Dans son rapport, le capitaine Gayral souligne notamment son sens de l'initiative et son tact, tandis que le capitaine Roger Wietzel le décrit comme « méthodique, ordonné, intelligent et dévoué ». Au début de l'année 1941, il est promu ORIC de 2e classe et son supérieur direct, Gayral, lui confie la permanence du bureau du commandement supérieur quand il doit s'absenter. Toutefois, Philippe Kieffer n'est pas satisfait de sa mission et souhaite participer aux combats de manière plus active. Impressionné par les opérations menées par les commandos britanniques en Norvège, il demande à plusieurs reprises à ses supérieurs de participer à une formation avec les Royal Marines. Il est finalement relevé de ses fonctions à Portsmouth le 10 août 1941 et se rend trois jours plus tard au camp de Camberley en tant qu'officier de liaison auprès du 3e bataillon de fusiliers marins en formation, composé uniquement de volontaires hispanophones recrutés en Amérique du Sud ou dans les rangs des anciens républicains espagnols. Le 29 septembre, en compagnie de cinq autres officiers du 3e BFM, il commence un stage de formation de trois semaines sur les armes légères à la Royal Marines Small Arms School de Browndown, à Gosport dans le Hampshire. Le 26 octobre, les mêmes officiers débutent un stage complémentaire sur les techniques de débarquement amphibie à HMS Northney, sur Hayling Island. Le 21 novembre, Philippe Kieffer obtient sa certification, et le rapport de capitaine Chambers, commandant du HMS Northney, vante ses mérites.
Début décembre, Kieffer, qui souhaite rester au 3e BFM, est affecté comme instructeur pour les candidats au grade de second maître fusilier, et désigné comme officier de liaison entre le bataillon et le commandant du camp de Camberley. Le 10 décembre, à sa demande, il est versé dans le corps des officiers de marine comme enseigne de vaisseau de 1re classe des cadres à terre.

#### Fondation des commandos français
Impressionné par les méthodes des commandos britanniques, Philippe Kieffer souhaite former une compagnie de fusiliers marins qui pourraient opérer à leurs côtés et leur servir de guides et d'interprètes, à la manière des soldats norvégiens lors de l'opération Claymore sur les îles Lofoten en mars 1941. Il décrit les contours de ce projet lors d'un entretien avec le capitaine de frégate Paul Galleret, qui décide le 13 janvier 1942 de former, sous la direction de Kieffer, l'Unité Marine Camberley, composée du détachement basque du 3e BFM et d'une compagnie d'instruction de fusiliers marins français. Les hommes recrutés et formés par Philippe Kieffer suivent un premier stage au Royal Marines d'Eastney Barracks du 2 au 21 mars puis à l'école de Skegness à partir du 30 mars.
Dans le même temps, lord Mountbatten présente aux chefs d'état-major britanniques un projet de création de commandos de forces alliées qui pourraient être utilisées dans des opérations combinées sans qu'il soit nécessaire de consulter les différents gouvernements concernés. Le projet est approuvé par le premier ministre Winston Churchill et prévoit le transfert de ces troupes sous commandement britannique, ce que refuse le général de Gaulle. Considérant comme essentielle la participation de soldats français aux actions menées sur le territoire français, et donc favorable à ce projet, le général insiste cependant pour que toute opération en France soit portée à sa connaissance et que, si des éléments français doivent y participer, c'est lui-même qui leur en donnera l'ordre. Un accord de collaboration étroite est rapidement conclu entre de Gaulle et Mountbatten, de sorte que, le 4 mai, le groupe Kieffer est intégré au commando interalliés no 10.
Quelques jours plus tôt, le 28 avril, un premier groupe de 25 hommes encadrés par Philippe Kieffer entame sa formation commando au camp d'entraînement d'Achnacarry, en Écosse. Pendant trois semaines, les exercices se multiplient en vue d'éprouver les hommes, de tester leurs limites et d'en faire des athlètes disciplinés, polyvalents, solidaires et aux capacités physiques et mentales exceptionnelles. Une fois certifiés, Kieffer et ses hommes stationnent temporairement à Ayr auprès du no 2 commando. Au mois de juin, Philippe Kieffer effectue un deuxième stage commando consécutif auprès d'un nouveau groupe de 32 volontaires, ce qui impressionne fortement ces hommes et prouve la valeur d'exemplarité de leur chef. Le 14 juillet à Londres, les commandos français sont passés en revue pour la première fois par le général de Gaulle.
Le 17 juillet, Kieffer et ses hommes quittent le 2e commando pour former la première troop du no 10. Ils rejoignent leur nouvelle affectation à Criccieth, au Pays de Galles, où leur entrainement se poursuit. Un certain désœuvrement gagne cependant ses membres et, malgré les mises en garde de Philippe Kieffer, qui informe sa hiérarchie de la lassitude de ses hommes, les commandos français ne sont que rarement employés lors d'opérations militaires. Quinze d'entre eux participent au raid de Dieppe le 19 août 1942.
Le 12 novembre, l'unité commandée par Kieffer est renommée « 1re compagnie de fusiliers marins commandos ». Malgré une chute du nombre de volontaires entre fin 1942 et début 1943, son effectif continue de s'étoffer, et le groupe s'installe à Eastbourne le 31 mai 1943. De nouveaux soldats étant certifiés à l'issue de leur formation commando, Philippe Kieffer peut constituer une seconde troop qui devient la no 8 du Commando interallié. Il en confie le commandement à Charles Trépel et laisse celui de la première troop à Guy Vourc'h, cependant qu'il prend la tête d'un quartier général commun composé d'un officier radio et de cinq officiers de liaison. Seuls quelques commandos français participent à des raids de reconnaissance à faible échelle et, tandis que la perspective d'un débarquement sur les côtes françaises se profile au printemps 1944, certains membres de l'état-major britannique réfléchissent à la possibilité d'évincer Philippe Kieffer pour le remplacer par un officier anglais plus expérimenté. Soutenu par sa hiérarchie, il conserve cependant le commandement. Les effectifs continuent d'augmenter et le 1er BFMC est fort de trois troops après la mise en place de la K Gun, une section spéciale de mitrailleuses lourdes.

#### Le temps des combats

##### Préparation du débarquement en Normandie

Commandos Marine.

Le 27 mars 1944, après un exercice de débarquement sur la plage de Nairn au nord de l'Écosse, Philippe Kieffer annonce à ses troupes leur rattachement sous deux semaines au 4e Commando du colonel Robert Dawson, lui-même intégré à la 1st Service Brigade commandée par lord Lovat, forte de 2 500 hommes. Kieffer et ses hommes rejoignent leur nouveau campement à Bexhill-on-Sea le 16 avril. Dans les semaines qui suivent, les entraînements se répètent et s'intensifient, notamment à bord des péniches LCI prévues pour le transport des troupes lors du débarquement. Kieffer et Dawson et coordonnent les manœuvres et découvrent les plans de l'opération lors d'une réunion secrète au début du mois de mai.
C'est au cours de cette période que Philippe Kieffer reprend un projet remontant à la fin de l'année 1943 et qui consiste à doter les commandos français de leur propre insigne. Dessiné par le caporal Maurice Chauvet, il consiste en un écu de bronze chargé du brick de l'aventure et barré de la dague des commandos avec dans le coin senestre la croix de Lorraine et souligné d'une banderole portant l'inscription « 1er Bllon (bataillon) F.M.Commando ». Le badge, porté sur le béret vert, est fabriqué en exemplaire numérotés : Philippe Kieffer se réserve le no 1.
Les commandos français rejoignent le camp de Titchfield, près de Southampton, le 25 mai et sont mis au secret dès le lendemain, lorsque les plans de l'opération leur sont dévoilés. Philippe Kieffer et ses hommes doivent débarquer à Sword Beach, face à une ancienne colonie de vacances au lieu-dit « La Brèche » à Colleville-sur-Orne, à l'extrémité est du dispositif, avec l'objectif de prendre ensuite l'ancien casino de Ouistreham rasé et fortifié par les Allemands.

##### 6 juin 1944: le jour J
En fin de journée le 5 juin, les 177 commandos français qui participent au débarquement se dirigent vers Warsash où stationnent les deux péniches LCI qui doivent les transporter. Philippe Kieffer embarque sur la barge no 527 du lieutenant de vaisseau Charles Craven. Ils atteignent la plage à 7 h 55 et doivent essuyer un feu nourri. Kieffer est blessé à la jambe par un éclat d'obus mais il parvient à atteindre les ruines de la colonie de vacances où il rassemble ses soldats. Pendant que ses hommes continuent de progresser dans Ouistreham, il se rend à un poste de secours tenu par des religieuses pour soigner sa jambe avant de rejoindre la troop 1 qui donne l'assaut sur le casino. Pendant qu'il dirige le tir depuis la tourelle d'un char, il reçoit une balle à l'avant-bras droit mais continue de mener les opérations.
Les commandos français se dirigent ensuite vers Saint-Aubin-d'Arquenay et Pegasus Bridge pour faire la jonction avec les parachutistes de la 6e division aéroportée. Avec un taux de perte de près de 25 %, soit 34 blessés évacués et 10 soldats tués, les commandos français sont les plus touchés de toute la brigade. Au soir du 6 juin, ils occupent le hameau du Plain à Amfreville.

##### Bataille de Normandie et derniers combats
Dans la journée du 7 juin, Philippe Kieffer, qui refuse d'être évacué pour soigner ses blessures, commence à souffrir d'une forte fièvre. Sa jambe s'infecte et il éprouve de plus en plus de difficultés à marcher. En fin de journée, il répond à l'appel du 6e commando qui lui demande de l'épauler avec ses hommes pour l'attaque sur Bréville. Le médecin-chef qui l'ausculte dans l'après-midi du 8 juin lui ordonne d'évacuer vers l'Angleterre. Il confie alors le commandement du 1re BFMC à Alexandre Lofi et rejoint la plage de Lion-sur-Mer pour embarquer sur le LCT 164, une barge aménagée en navire-hôpital sur lequel il reçoit plusieurs injections de pénicilline pendant la traversée de la Manche. En Angleterre, il est d'abord soigné à l'hôpital canadien d'Haslemere puis à l'hôpital de Warwick.
Pendant sa convalescence, Philippe Kieffer enregistre un message radio diffusé par la BBC le 16 juillet pendant le quart d'heure français. Il rejoint le front le 13 juillet et reçoit trois jours plus tard la Military Cross des mains du général Montgomery. À la tête de son bataillon, il retrouve des soldats meurtris par les lourdes pertes infligées par l'ennemi et marqués par une forte usure morale. Pour mettre fin à l'inactivité qui gagne la troupe, Philippe Kieffer met en place des fighting patrols, à savoir de courtes missions qui consistent à pénétrer jusqu'à deux ou trois kilomètres derrières les lignes ennemies pour maintenir les Allemands dans un sentiment d'insécurité. Le 26 juillet, les commandos français quittent Bréville pour relever un groupe de parachutistes à la lisière du bois de Bavent. Les lignes allemandes sont enfoncées le 16 août et les commandos poursuivent leur progression vers la Seine, stationnant à Saint-Maclou. Le 28 août, Philippe Kieffer est élevé au rang de Compagnon de la Libération par le général de Gaulle. Quatre jours plus tard, il défile avec une cinquantaine de commandos français et anglais dans les rues de Paris, puis rejoint son unité qui se retire à Arromanches le 7 septembre pour embarquer vers l'Angleterre.
Il est alors touché par la mort de son fils Claude, entré dans la Résistance quelques mois plus tôt et abattu par les Allemands. Resté quelques jours en France pour régler les affaires liées à son décès, Philippe Kieffer rejoint finalement l'Angleterre où les commandos français sont reconstitués en vue des opérations futures. Le 8 octobre, ils embarquent à Folkestone en direction d'Ostende en Belgique, qu'ils atteignent le lendemain. Ils sont alors affectés dans un camp au nord de la ville du Coq pour préparer le débarquement sur l'île de Walcheren aux Pays-Bas, un objectif prioritaire pour sécuriser le port d'Anvers et le ravitaillement du front. L'opération se déroule le 1er novembre et Kieffer et ses hommes ont pour mission la prise de Flessingue, ce qui est fait dès le lendemain après des combats acharnés qui provoquent le mort de 500 Allemands contre seulement cinq Français. La conquête de l'île est définitivement achevée le 8 novembre après la prise de Vrouwenpolder.
Après deux semaines de repos, le bataillon est rééquipé et affecté à la défense de l'île de Beveland. Des raids sont menés contre Schouwen, où les Allemands sont retranchés. Le 4e commando quitte l'île le 13 mars pour retourner sur Walcheren et stationner à Middelbourg. Entre-temps, le 23 février, Philippe Kieffer est promu au grade de capitaine de corvette. Après quelques semaines de repos à Berg-op-Zoom, où les Français apprennent la capitulation allemande le 8 mai 1945, Philippe Kieffer rejoint Paris à la tête d'un important détachement de commandos franco-britanniques. Le 26 mai, lors d'une prise d'armes dans la cour d'honneur du ministère de la Marine, il reçoit la Légion d'honneur en présence du ministre Louis Jacquinot, de l'amiral Lemonnier et de l'amiral d'Argenlieu. Le détachement défile ensuite de la place de la Concorde à l'Arc de triomphe pour déposer une gerbe sur la tombe du Soldat inconnu.

#### Maintien des commandos Kieffer après la guerre
Dès les premiers mois de l'année 1945, Philippe Kieffer propose au ministère de la Marine le maintien de son unité après la guerre par la création d'un corps spécifique de commandos au sein de la Marine nationale. En parallèle, il défend la création d'une école sur le modèle de celle d'Achnacarry pour former de nouvelles unités et constituer un véritable régiment de commandos.
Le 1er juillet, il passe le commandement du 1er BFMC à Alexandre Lofi et se voit affecté au ministère de la Marine, où il peut à la fois défendre son projet et siéger à l'Assemblée consultative provisoire où il représente depuis plusieurs semaines la France combattante. Le 19 juillet 1945, il intègre une commission ministérielle chargée de proposer l'organisation du corps des fusiliers, sous la présidence du contre-amiral Jourdain. Le rapport, présenté le 1er avril 1946 préconise le maintien des unités commandos. La même année, l'école de fusiliers marins commandos est créée au centre Siroco, situé au cap Matifou près d'Alger.

### Après la guerre

#### Bref engagement politique
Le 9 avril 1945, Philippe Kieffer est choisi par le conseil de l'ordre de la Libération pour remplacer Alain Savary en tant que représentant de la Résistance extra-métropolitaine à l'Assemblée consultative provisoire. Il y siège moins de trois mois, lors de la session du 14 juin au 3 août 1945, mais cette première expérience parlementaire lui donne le goût de la politique. À la demande de Maurice Schumann, président du Mouvement républicain populaire, il se présente aux élections cantonales dans le canton d'Isigny-sur-Mer où il est élu conseiller général dès le 1er tour le 23 septembre avec 61 % des voix. Son programme est axé sur la reconstruction d'une région dévastée par les dégâts matériels de la bataille de Normandie. Pendant son mandat, il s'investit particulièrement dans le déminage des villes et des zones agricoles et agit pour le rétablissement de l'électricité et l'amélioration des moyens de communication ferroviaires et routiers. Il obtient également du ministre de l'Air la levée de la réquisition des terrains transformés en aérodrome. Par ailleurs, en octobre 1946, il adresse une lettre à son ami Élie Lescot, président de la république d'Haïti, pour solliciter son parrainage et une aide à la reconstruction. À l'unanimité, le conseil des secrétaires d'État haïtien accepte de venir en aide au canton sinistré et adresse un envoi de 100 sacs de riz, 100 sacs de café, 100 sacs de sucre et 100 sacs de cacao qui transite par voie diplomatique par le biais du ministre haïtien Serge Léon Defly, présent à Paris.
Le 7 octobre 1945, Philippe Kieffer est élu conseiller municipal de Grandcamp-les-Bains, sa commune de résidence, lors d'une élection complémentaire. Il reçoit 72,54 % des suffrages au 1er tour face à quatre candidats. Bien qu'il souhaite être tête de liste pour le MRP pour les élections constituantes du 21 octobre, il se heurte aux cadres locaux du parti qui rejettent sa candidature. Fermement opposé au projet de Constitution rédigé par la nouvelle assemblée, il s'engage pour l'Union démocratique et socialiste de la Résistance et fait campagne en faveur du non, qui l'emporte à près de 53 % des suffrages. L'Assemblée constituante est dissoute et Philippe Kieffer se porte candidat pour les élections législatives du 2 juin 1946. Il figure en deuxième position sur la liste du Rassemblement des gauches républicaines qui ne recueille que 14 099 voix, soit 7,82 % des suffrages, et n'obtient aucun élu. Déçu que sa liste n'atteigne la majorité ni dans le canton d'Isigny ni à Grandcamp-les-Bains, Philippe Kieffer décide de mettre fin à ses mandats et se retire définitivement de la vie politique.

#### De l'Agence interalliée des réparations à l'OTAN
Philippe Kieffer est démobilisé le 6 octobre 1946. Une semaine plus tôt, le 30 septembre, il entame une nouvelle carrière au sein de l'Agence interalliée des réparations (IARA) en tant que membre de la mission à Berlin. Après une période d'essai de trois mois, il est confirmé à ce poste par le général Daly, puis nommé chef adjoint de la mission le 1er décembre 1947 et enfin chef de mission à compter du 1er février 1948. Le travail d'inventaire de l'IARA prend fin en 1950 et Philippe Kieffer s'installe avec sa famille à Cormeilles-en-Parisis avant d'entrer au service de l'OTAN le 5 juillet 1951 en tant que chef de la division administration.
Après sa démobilisation et son retour à la vie civile en 1946, Philippe Kieffer reste membre de la Marine nationale comme officier de réserve. Malgré plusieurs demandes de sa part, ses activités de réservistes sont modestes et se limitent à deux courtes périodes. Ne pouvant être employé comme réserviste dans les commandos en raison de son âge, il est finalement réorienté au service des routes et effectue une courte période d'instruction à Marseille du 2 au 8 mars 1953. L'année suivante, du 18 au 22 mars 1954, il effectue un stage de six jours à Saint-Mandrier-sur-Mer auprès du capitaine de vaisseau Digard, commandant du Corps amphibie de la Marine à Toulon. Cette période de réserve s'effectue avant tout dans un but commémoratif : Philippe Kieffer est sollicité pour partager son expérience auprès des jeunes officiers, à qui il dédicace son livre Béret vert, publié en 1948. Le 19 mars, une cérémonie est organisée pour le transfert officiel du fanion du 1er bataillon de fusiliers marins commandos au Corps amphibie de la Marine.
Le peu de périodes de réserve effectuées par Philippe Kieffer freine un temps son avancement. Après dix années comme capitaine de corvette, il est finalement promu capitaine de frégate de réserve le 1er décembre 1954.

#### Dernières années

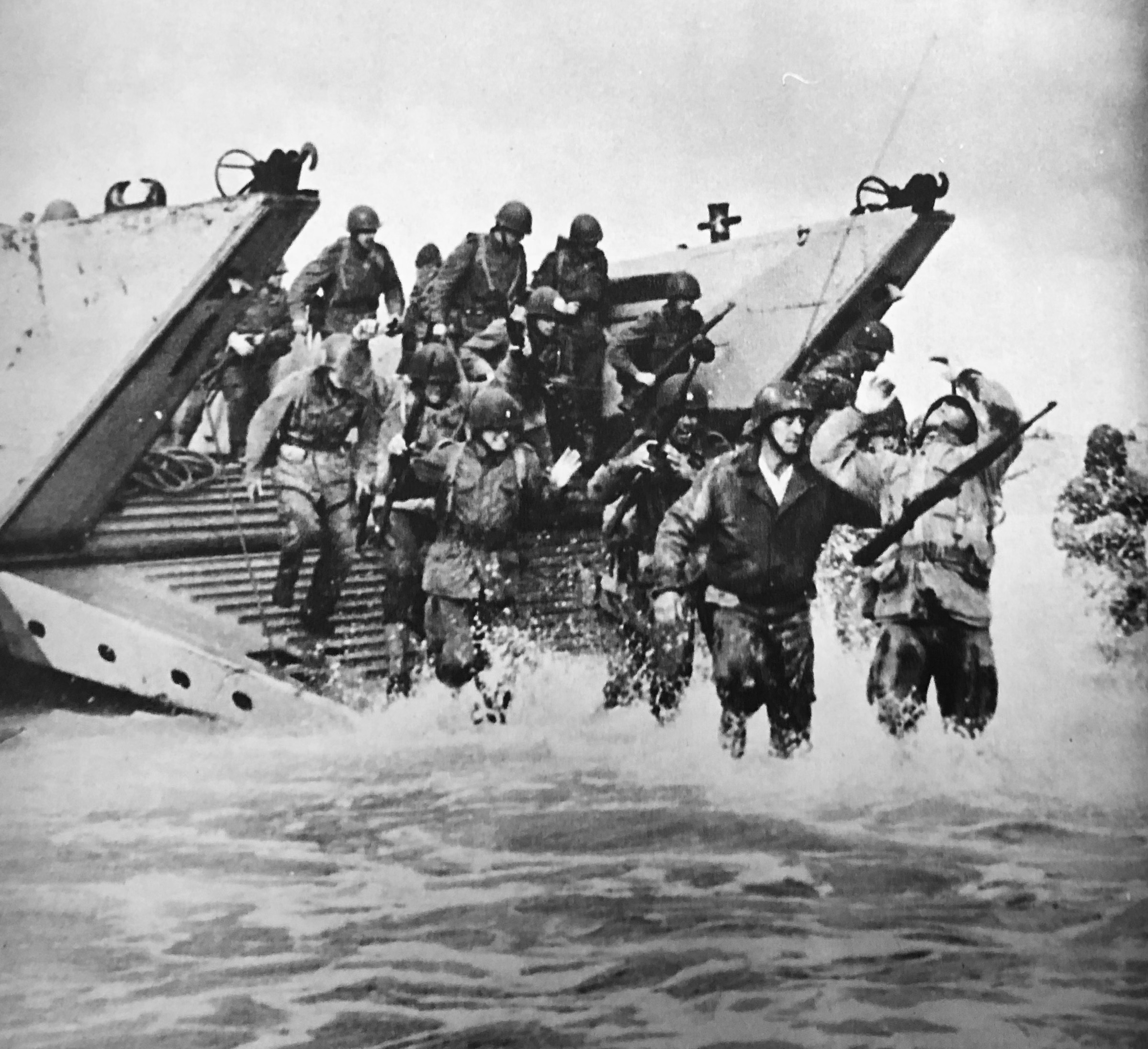
Philippe Kieffer participe au tournage du film Le Jour le plus long, qui contribue à répandre sa légende.

Dans les dernières années de sa vie, Philippe Kieffer souffre de problèmes cardiovasculaires graves, en particulier une sclérose aortique. En 1960, Philippe Kieffer, un accident vasculaire cérébral le laisse hémiplégique à 10 % des membres inférieurs et supérieurs gauches. Quelques mois plus tard, un autre AVC subi au volant de sa voiture en plein Paris le contraint à prendre congé de son poste à l'OTAN, en raison d'une invalidité à 25 %. Par ailleurs, sa cuisse blessée lors du débarquement le fait de plus en plus souffrir et l'oblige à se déplacer avec une canne.
Son état de santé se dégrade et il renonce à la période de réserve qu'il devait effectuer du 9 au 21 janvier 1961 à la 30e division de dragueurs. Atteint par la limite d'âge, il est finalement rayé des cadres de réserve le 24 octobre 1961 et admis dans la réserve honoraire. Pendant l'été 1961, il assiste en tant que conseiller technique au tournage du film Le Jour le plus long, dans lequel son rôle est tenu par Christian Marquand, et apparaît alors très fatigué. Le 25 septembre 1962, Kieffer assiste aux côtés de l'acteur à l'avant-première mondiale du film au palais de Chaillot, pour sa dernière apparition publique. Le dimanche 18 novembre 1962, il s'effondre dans sa salle à manger, victime d'un nouvel AVC. Il est transporté dans son lit où il meurt deux jours plus tard, le 20 novembre à 20 h. L'annonce de son décès est traitée de manière inégale dans les différents médias nationaux et régionaux, et rapidement éclipsée par le décès de l'ancien président de la République René Coty deux jours plus tard.

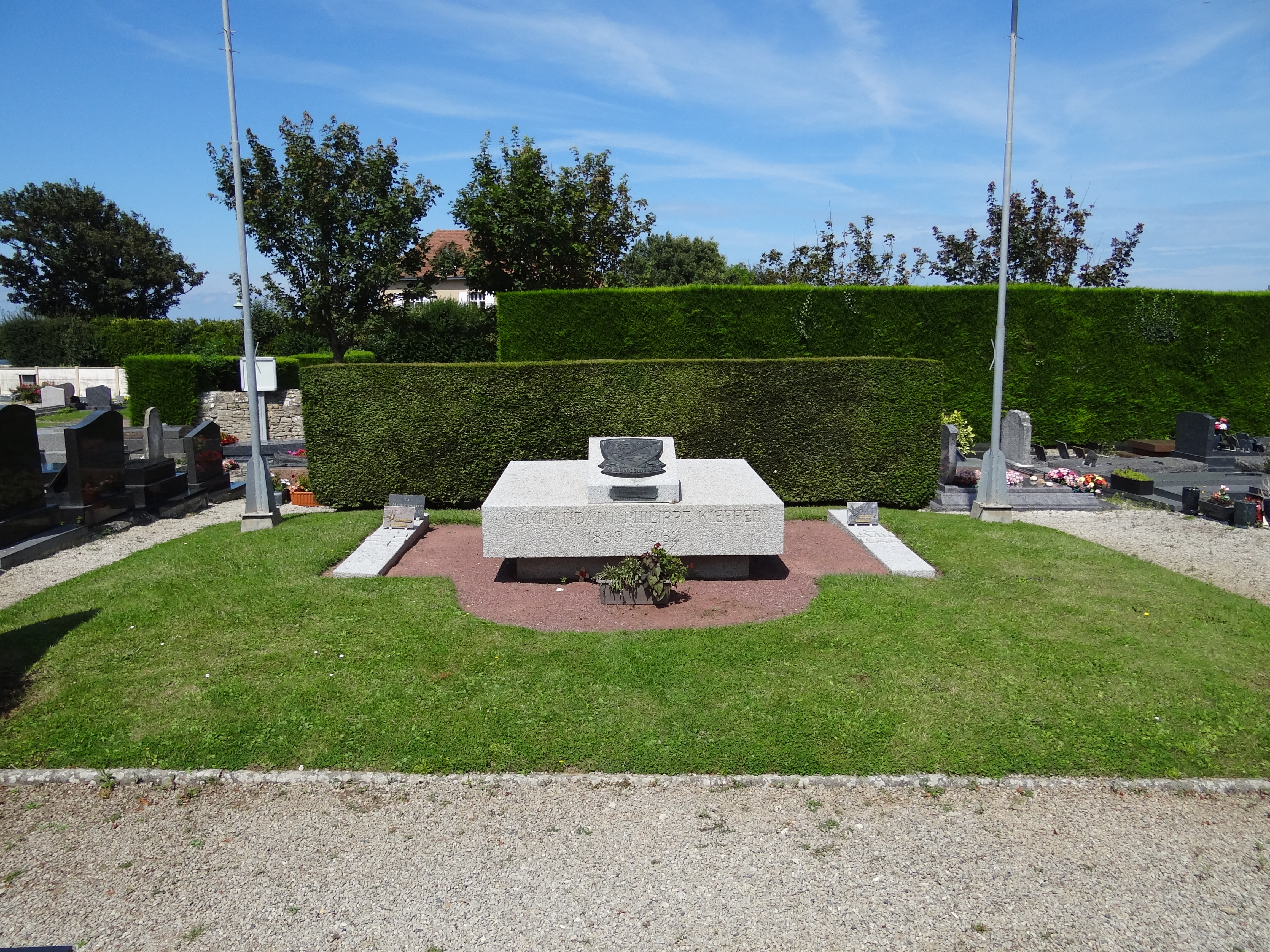
La tombe de Philippe Kieffer au cimetière de Grandcamp-Maisy (Calvados).

Les obsèques de Philippe Kieffer se déroulent en deux temps. La cérémonie de lever du corps se déroule le 24 novembre à son domicile de Cormeilles-en-Parisis, en présence de nombreuses personnalités parmi lesquelles le ministre des Anciens combattants, Raymond Triboulet, de nombreux élus locaux et régionaux, le secrétaire général de l'OTAN Dirk Stikker ou encore l'amiral Robert. De nombreux commandos français ayant servi sous ses ordres entourent sa dépouille, Guy Vourc'h prononçant d'ailleurs un discours au nom de ses camarades, et les honneurs militaires lui sont rendus par un détachement de l'École des fusiliers marins de Lorient. Conformément à son souhait, le corps de Philippe Kieffer est ensuite transporté à Grandcamp-Maisy, où il est enterré deux jours plus tard, le 26 novembre. Chancelier de l'ordre de la Libération, Claude Hettier de Boislambert est chargé de représenter le président Charles de Gaulle, retenu par les obsèques de René Coty, de même que le vice-amiral Burin des Roziers représente le ministre des Armées Pierre Messmer.

## Vie privée
Le 21 octobre 1921, Philippe Kieffer épouse Anita Marguerite Scott (1897-1976) à la mairie de Port-au-Prince. La jeune femme, née le 11 décembre 1897 dans la capitale haïtienne, est plus âgée que lui de deux ans. Ses parents sont eux aussi nés sur l'île mais tous deux sont d'origine européenne : son père, Walter Scott III, est d'origine écossaise tandis que sa mère, Isabelle Riboul, est d'origine française et héritière d'une famille de producteurs de café. Le couple s'installe à Turgeau, un quartier résidentiel de la capitale où vit la famille de Philippe, et deux enfants naissent de leur union. Leur fils Claude naît le 7 septembre 1923 et leur fille Maël le 28 juin 1925.
Au début des années 1930, les relations entre Philippe Kieffer et sa femme se dégradent, au point que cette dernière dépose une demande de séparation de biens au tribunal civil de Port-au-Prince le 25 juillet 1933,. Quelques jours plus tard, Philippe Kieffer, répondant au souhait d'Anita, accepte néanmoins de s'installer à Paris. La famille s'établit dans le courant du mois d'août dans un appartement situé au no 21, rue de la Pompe, dans le 16e arrondissement. Deux mois plus tard, en octobre, Claude, âgé de 10 ans, entame sa scolarité dans un collège de la rue Franklin tenu par les jésuites et Maël, âgée de 8 ans, entre au pensionnat. Dans le courant de l'année 1934, Philippe Kieffer, à la fois convaincu de l'échec de son mariage et déçu de n'avoir pu retrouver une situation professionnelle satisfaisante, rentre seul en Haïti. Décrit par ses proches comme un véritable séducteur, il multiplie alors les aventures galantes. Le divorce du couple est finalement prononcé le 22 février 1940, après le retour en France de Philippe. C'est son ex-épouse qui obtient alors la garde de leurs deux enfants.
Au cours de l'été 1939, Philippe Kieffer rencontre Louisa Amélia Winter (1905-1993), dite Millie, dans un restaurant situé face à la gare Saint-Lazare. C'est une londonienne de 35 ans d'origine suédoise, veuve d'Anthony Dias, un médecin indien décédé en août 1938. Dès son arrivée à Londres après son engagement parmi les Français libres, Philippe Kieffer renseigne l'adresse de Millie Winter comme la sienne. La jeune femme, qui travaille alors à la Défense civile de la capitale, accepte de l'épouser. Leur mariage, le premier entre un Français libre et une citoyenne britannique, est célébré le 19 août 1940 à Hendon, dans la plus stricte intimité. Le couple s'installe dans un pavillon d'un quartier résidentiel du nord-ouest de Londres, au 23 Woodcroft Avenue et donne naissance à une fille prénommée Marie-Louise le 20 avril 1941. Marcelle, leur deuxième fille, naît le 24 mars 1943 mais, atteinte d'une leucémie, une maladie alors mal connue et difficile à soigner, elle meurt le 29 décembre 1949. Entre-temps, le 23 juin 1948, Philippe Kieffer voit naître son cinquième et dernier enfant, le troisième avec Millie, une fille prénommée Dominique. À cette époque, alors que Philippe réside à Bruxelles ou Berlin pour son travail, Millie s'établit dans leur propriété de Grandcamp-les-Bains, acquise à la fin de la guerre, pour placer leur fille aînée au pensionnat du Sacré-Cœur d'Isigny-sur-Mer.
Le 7 octobre 1950, Philippe et Millie Kieffer font l'acquisition d'une grande maison à Cormeilles-en-Parisis qu'ils baptisent La Sarcelle, en hommage à leur fille disparue dont c'était le surnom. Marcelle est d'ailleurs le deuxième enfant perdu par Philippe Kieffer après la mort de son fils aîné, Claude, fusillé par des soldats allemands pendant la guerre.

## Mémoire et postérité

### Œuvres de Philippe Kieffer
Avant même la fin de la guerre, Philippe Kieffer, sollicite certains de ses adjoints afin qu'ils rassemblent des documents qui permettraient d'écrire l'histoire de son bataillon. Il rédige alors un chapitre de 21 pages, intitulé « Les fusiliers marins commandos », pour l'ouvrage collectif La France et son empire dans la guerre, publié en 1947 sous la direction de Louis Mouilleseaux aux Éditions littéraires de France.
Ce récit arrangé et comportant des erreurs de chronologie préfigure une œuvre beaucoup plus importante : en 1948, Philippe Kieffer publie Béret vert aux éditions France-Empire, un livre de 200 pages qui raconte en dix chapitres l'histoire de son commando et dévoile certains faits d'armes encore peu connus. En aucun cas il ne s'agit d'une œuvre autobiographique puisque l'auteur n'aborde à aucun moment les éléments de sa vie avant 1940. Comme le souligne Benjamin Massieu, son biographe, il apporte un éclairage essentiel à l'action des commandos et, « à défaut d'informations précises, le livre fait ressentir au lecteur leur rage d'aller au combat, la dimension athlétique du métier et relate plusieurs anecdotes amusantes qui permettent de dresser une figure du commando ». Réédité à plusieurs reprises, l'ouvrage est régulièrement corrigé et agrémenté de plusieurs postfaces. En 2024, les éditions Pierre de Taillac en reprennent les droits pour en publier une édition critique.
En juin 1951, Philippe Kieffer publie pour La France libre un article d'une page intitulé « Un raid de commandos » et consacré au raid de Wassenaar lors duquel son adjoint et ami le capitaine de vaisseau Charles Trépel disparaît.

### Construction d'une légende
Dès la fin de la guerre, Philippe Kieffer s'investit dans de nombreuses associations qui perpétuent le souvenir de ses commandos et de leurs actions au combat. Il est ainsi membre de l'Association des officiers de réserve de la Marine nationale, de la Société d'entraide des membres de la Légion d'honneur, de l'Association des Français Libres ou encore de la Old Comrades Association of the Army Commandos. Également membre du Comité du Débarquement, créé le 22 mai 1945 dans les jours qui suivent la capitulation allemande, il participe chaque année aux commémorations de l'événement. Dès 1945, un monument en l'honneur des commandos Kieffer est inauguré à Colleville-Montgomery, et l'année suivante, son nom est donné à une rue de Ouistreham et une avenue de Bénouville.
En 1954, Philippe Kieffer fait don de plusieurs de ses effets personnels, notamment l'un de ses bérets verts, une dague et quelques insignes, au musée du débarquement d'Arromanches-les-Bains. La même année, il évoque pour la première fois son aventure à la télévision, dans une émission intitulée « Opération Overlord » et diffusée par la RTF. En 1957, il rencontre le journaliste irlando-américain Cornelius Ryan qui rassemble des sources pour l'écriture de son livre Le Jour le plus long. L'adaptation cinématographique qui en est tirée quelques années plus tard, produite par Darryl F. Zanuck, popularise définitivement l'histoire des commandos Kieffer et leur apporte une renommée internationale. Dans cette œuvre, l'authenticité des faits historiques est cependant mise à mal et certaines scènes sont entièrement inventées. De même, l'attaque du casino de Ouistreham, menée en réalité par une poignée d'hommes, est réalisée par plus d'une centaine de soldats dans le film, dans un décor assez différent du lieu réel de l'action.

### Hommages posthumes
À Cormeilles-en-Parisis, une rue, une stèle et un lycée d'enseignement général sont dédiés à la mémoire de Philippe Kieffer. Par ailleurs, en 2019, pour le 75e anniversaire du débarquement et le 120e anniversaire de sa naissance, l'association Commandant Kieffer est créée dans cette ville dans le but de faire perdurer sa mémoire. La ville de Ouistreham multiplie elle aussi les hommages à son égard puisqu'en 1962, l'année de sa mort, le stade municipal est renommé stade Philippe Kieffer, et en 1969, à l'occasion du 25e anniversaire du débarquement, un buste à son effigie est inauguré. Le 8 mai 2021, une allée Commandant Philippe Kieffer est également inaugurée à Bohars, en Bretagne, en présence de l'une de ses filles. Par ailleurs, un monument lui est dédié sur son île natale, Haïti, inauguré le 11 novembre 2009 devant les locaux de l'ambassade de France par le président René Préval et l'une des filles de Philippe Kieffer.

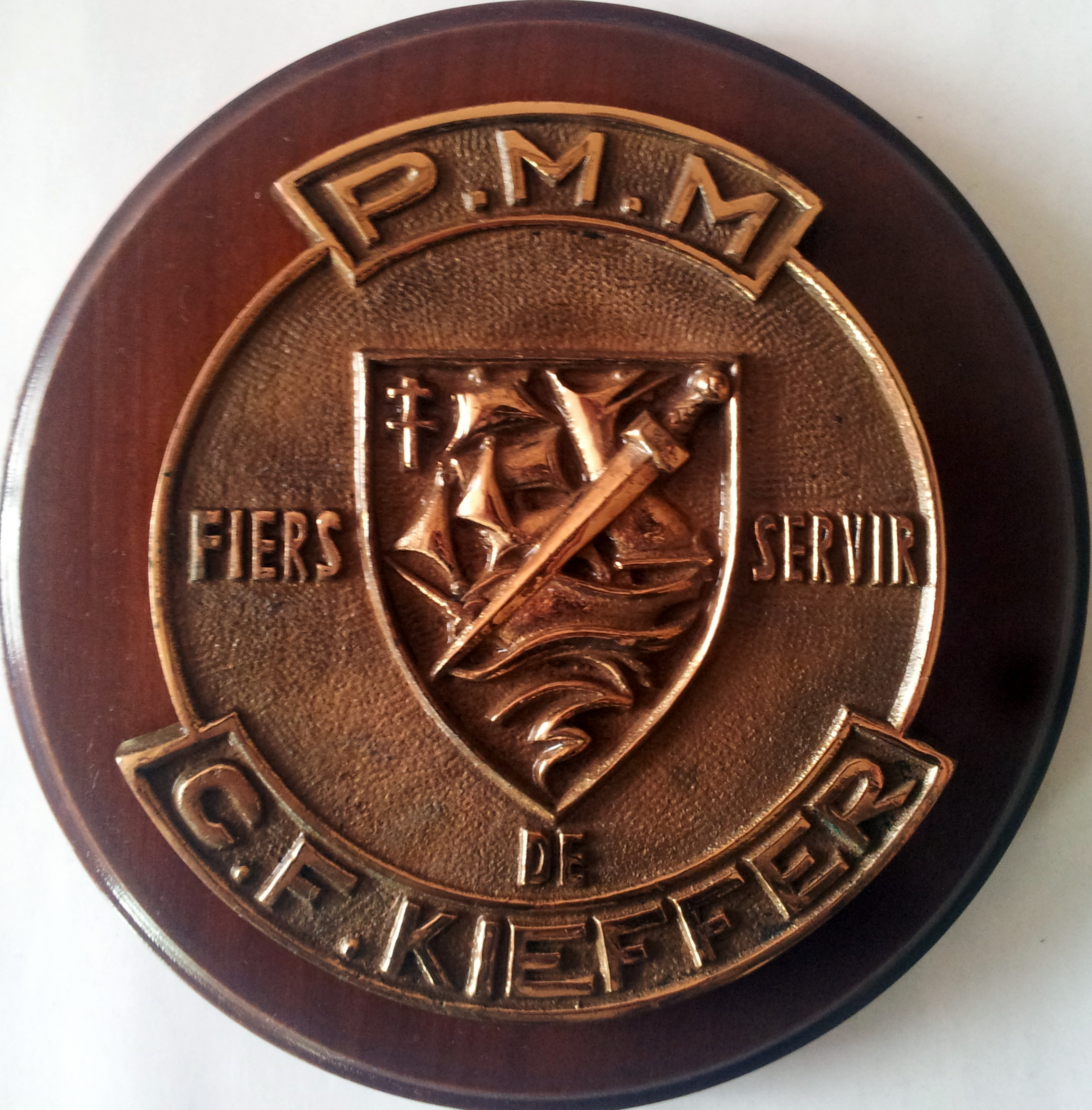
Tape de bouche de la PMM, portant l'inscription : C.F. (Capitaine de frégate) KIEFFER.

Le souvenir de Philippe Kieffer se perpétue également sur le plan militaire. En 1971, un centre de préparation militaire marine est créé à son nom et installé au fort de Villeneuve, dans le Val-de-Marne. Le 8 mai 2008, lors des commémorations nationales du débarquement sur la plage de Ouistreham, le président de la République Nicolas Sarkozy annonce la création d'un sixième commando de marine, spécialisé dans les nouvelles technologies, qui porte le nom de Commando Kieffer,.

### Décorations françaises
- Commandeur de la Légion d'honneur (22 novembre 1955)
  -  Chevalier de la Légion d'honneur (29 mai 1945)
- Compagnon de la Libération - décret du 28 août 1944 (croix no 828)
- Croix de guerre 1939–1945 (6 palmes de bronze et 1 étoile de bronze)
- Croix du combattant
- Médaille commémorative des services volontaires dans la France libre (1940)
- Médaille commémorative de la guerre 1939–1945 avec agrafes « France », « Grande-Bretagne », « Libération », « Allemagne »
- Médaille de la France libérée
- Insigne des blessés militaires  (blessé le 6 juin 1944, évacué le 8 juin)
- Médaille d'honneur pour acte de courage et de dévouement, bronze
- Médaille de la jeunesse et des sports (argent)

### Décorations étrangères
- Officier de l'ordre national Honneur et Mérite d'Haïti, titre décerné par le président haïtien Sténio Vincent en 1939[73]
- Member of the Order of the British Empire (MBE)
- Military Cross britannique (MC), remise le 16 juillet 1944 par le maréchal britannique Bernard Montgomery
- 1939-45 Star britannique
- France and Germany Star britannique
- Defence Medal 1939-45 britannique